# Paço Municipal de São Félix
Paço Municipal de São Félix é um edifício público que abriga a sede administrativa - prefeitura - do município de São Félix, localizado no interior do estado da Bahia.

## História
Localizado na Praça da Bandeira, ligada com a Rua J. J. Seabra, principal via do município de São Félix, está localizado o Paço Municipal de São Félix. Em 7 de fevereiro de 1890, foi inaugurado o edifício da “Intendência Municipal”, que foi projetado para abrigar o corpo administrativo e burocrático da Prefeitura de São Félix. A viabilização política e financeira do prédio foi realizada por Geraldo Dannemann, primeiro intendente de São Félix. A autoria do projeto arquitetônico e de engenharia da Sede da Prefeitura Municipal de São Félix é desconhecida.
No ano de 1937, o prédio passou por uma grande reforma estrutural, sendo reinaugurado no mesmo ano. Para além da prefeitura, outros órgãos administrativos da cidade já operaram no prédio a delegacia municipal, funcionou no local até o ano de 1937, a sala do juiz até a década de 1970 e a câmara municipal funcionou ali até o ano de 2001.
Como citado anteriormente, o Espaço da Prefeitura é localizado na principal área do município de São Félix. Em seu entorno está localizado o que ficou convencionado de chamar de "Conjunto da Praça da Bandeira", sendo localizado a atual Biblioteca Municipal de São Félix que opera num prédio fundado em 1912 para ser uma escola pública. Outro prédio marcante na região é o prédio original que abrigou a Biblioteca Municipal de São Félix, feita em Art Déco, que teve sua construção concluída em 1945. Ambos os prédios passaram por uma reforma no ano de 2003.
Dada a deterioração do prédio no ano de 2013, a prefeitura foi obrigada a desocupar a estrutura. Por meio de recursos federais junto ao Instituto do Patrimônio Histórico e Artístico Nacional (IPHAN), no governo de Dilma Rousseff (PT), o órgão liberou um milhão e duzentos mil reais para realizar as obras de restauração no prédio visando recuperar a estrutura do prédio e suas condições históricas. Em 28 de dezembro de 2018, o prédio foi reinaugurado.
Até os dias atuais, o prédio é ocupado pelo corpo burocrático do município.

## Tombamento
Dada sua importância política e cultural no município, no ano de 2006, o prédio municipal passou pelo processo de tombamento histórico junto ao Instituto do Patrimônio Artístico e Cultural da Bahia (IPAC), órgão vinculado ao governo do estado da Bahia que visa conservar a memória do estado baiano.